# مهرجان رواندا السينمائي
مهرجان رواندا السينمائي (بالإنجليزية: Rwanda Film Festival)‏ ويُعرف أيضًا باسم هيليوود (بالإنجليزية: Hillywood)‏، هُو مهرجان سينمائي يُقام في شهر يوليو من كل سنة في كيغالي عاصمة رواندا. اكتسب مهرجان رواندا السينمائي اعترافًا عالميًا خلال السنوات الماضية وأصبح أحد أهم الأحداث السينمائية في إفريقيا.

## تاريخ المهرجان
أسس إيريك كابيرا مهرجان رواندا السينمائي سنة 2005. يرعى المهرجان مركز رواندا السينمائي، وهو مركز يهدف إلى تعزيز صناعة السينما في رواندا. مهرجان رواندا السينمائي يُسمى أيضا «هيليوود» نسبة إلى اللقب الذي تشتهر به رواندا «أرض الألف تلة» (بالإنجليزية: Land of a Thousand Hills)‏. مهرجان رواندا هو مهرجان متنقل، تماشيا مع رغبة كابيرا في عرض الأفلام على أكبر عدد ممكن من الجمهور، حيث لا يقتصر المهرجان فقط على العاصمة كيغالي، بل تُعرض الأفلام، خاصة الإنتاجات المحلية، تُعرض على شاشات عملاقة في المناطق الريفية في جميع أنحاء البلاد. في الآونة الأخيرة، صرح كابيرا أن المهرجان سوف يبتعد عن التركيز على موضوع الإبادة الجماعية؛ وسيتم الانفتاح على «القضايا الاجتماعية الأخرى» لرواندا الحديثة.

## جوائز سيلفرباك
بدأ المهرجان في توزيع جوائز سيلفرباك بعد توقيع عقد رعاية بين الشركة الندنية هارد ميديا (بالإنجليزية: Hard Media)‏ ومهرجان رواندا السينمائي، وهذه الجوائز هي كالتالي:
- جائزة هيليوود
- جائزة شرق إفريقيا
- أفضل فيلم وثائقي
- أفضل فيلم روائي طويل
- أفضل فيلم قصير
- أفضل مخرج
- جائزة الصمود
- رواندا كما تُرى حول العالم
- جائزة الجمهور
- خارج إفريقيا: أفلام عن إفريقيا

## روابط خارجية
- الموقع الرسمي